# Hybridantrieb

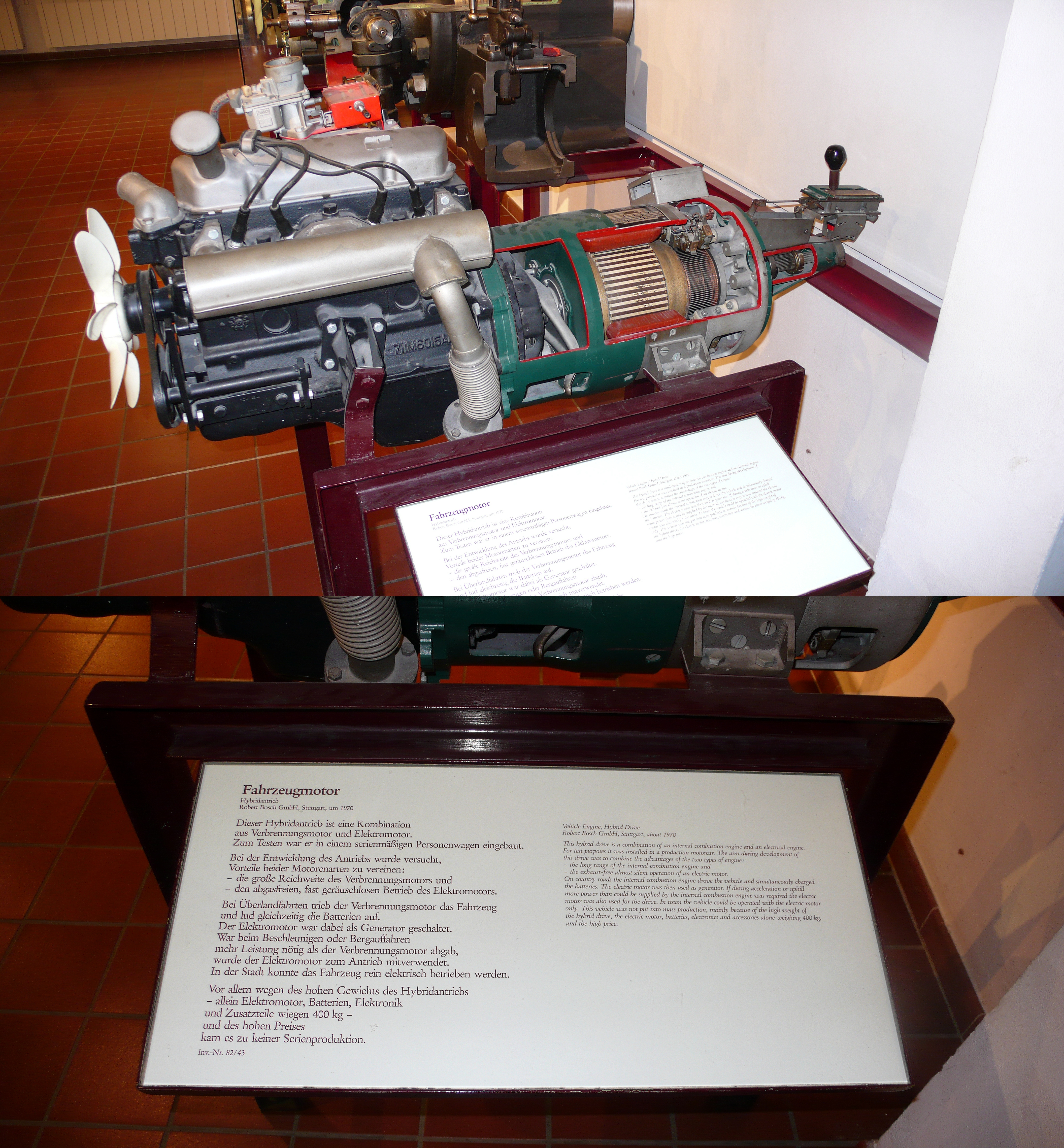
Ein 1970 von Bosch entwickelter Hybridantrieb im Deutschen Museum

Hybridantrieb bezeichnet allgemein die Kombination verschiedener Techniken für den Antrieb. Der Antrieb ist also hybrid.
Eine ausführliche technische Definition erarbeitet die WIPO, in der die Patentämter der Mitgliedsstaaten Definitionen zur Klassifikation der eingereichten Patente erarbeiten. Die aktuellen Unterscheidungsmerkmale stellt beispielsweise das deutsche Patent- und Markenamt zur Verfügung.

## Hybridfahrzeuge
Ein Hybridfahrzeug ist nach EU-Definition ein Fahrzeug, in dem mindestens zwei Energieumwandler und zwei im Fahrzeug eingebaute Energiespeichersysteme vorhanden sind, um das Fahrzeug anzutreiben.
In einem Hybridelektrokraftfahrzeug sind ein Elektromotor und meistens ein Otto- oder Dieselmotor die beiden Energiewandler; ein Akkumulator und ein Kraftstofftank oder Gastank sind die beiden Energiespeicher. Es wurden aber auch andere Kombinationen realisiert, zum Beispiel Stirlingmotor mit hydraulischem Antrieb und pneumatischem Akkumulator.
Die einzelnen Motoren können auf unterschiedliche Weise zusammenarbeiten:
- Parallel: Die Antriebe wirken gleichzeitig auf den zu bewegenden Teil.
- Seriell: Nur ein Antrieb wirkt unmittelbar auf den zu bewegenden Teil. Der andere Antrieb stellt Leistung bereit, die umgewandelt und dem direkt wirkenden Antrieb zugeführt wird.

Auch Mischformen sind möglich.

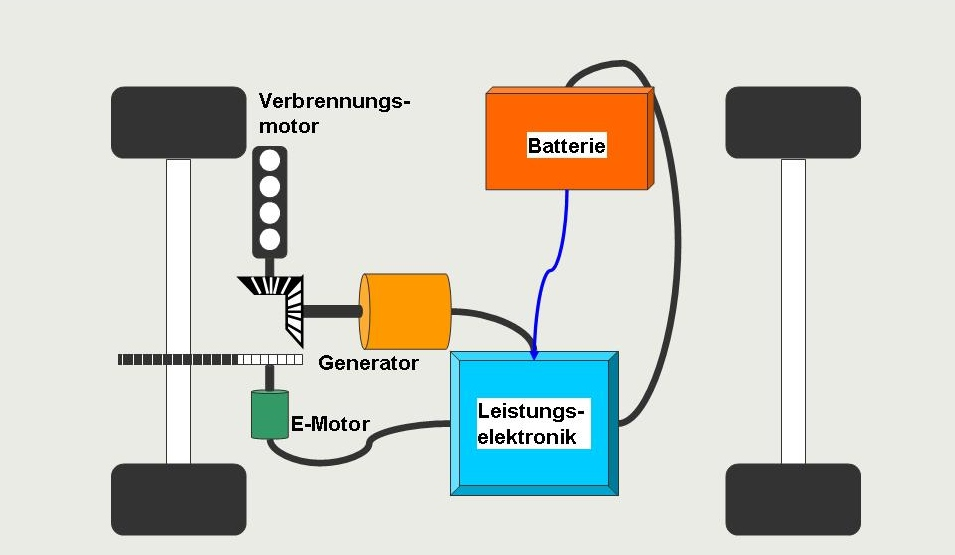
Serieller Hybrid: Der Verbrennungsmotor ist mit einem elektrischen Generator gekoppelt, der die Batterie lädt oder den Elektromotor antreibt.
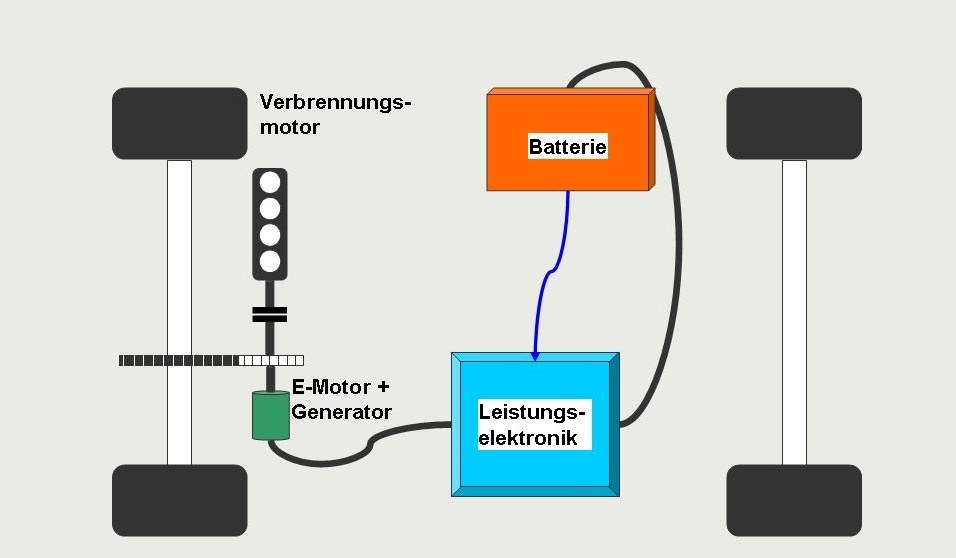
Paralleler Hybrid: Der Verbrennungsmotor wirkt parallel zum Elektromotor auf den Antriebsstrang.
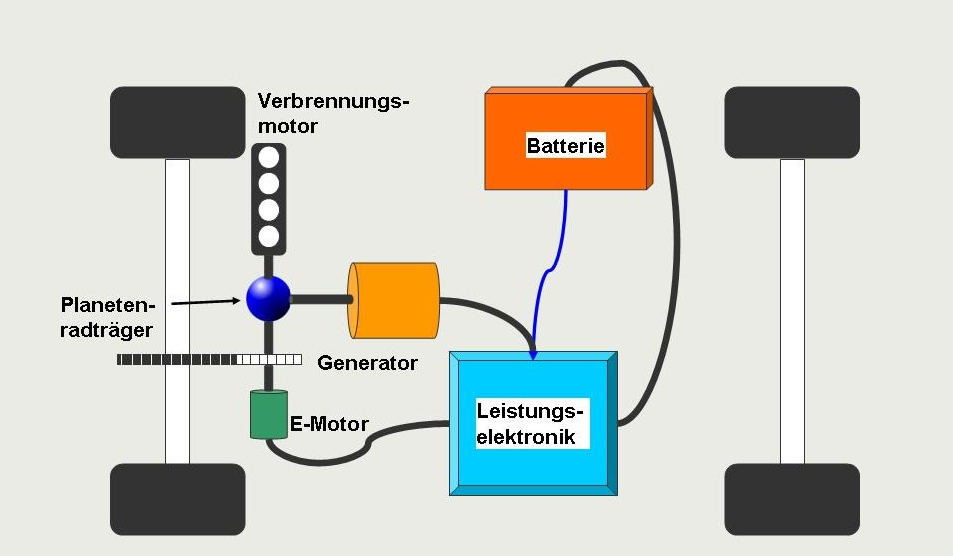
Leistungsverzweigter Hybrid: Der Verbrennungsmotor wirkt auf den Antriebsstrang und treibt einen Generator an.

Serielle Hybridantriebe wurden um 1900 realisiert, weil es noch keine Batterien mit hoher Leistung und Kapazität gab. Eine befriedigende Reichweite ließ sich mit einer Kombination aus kleiner Batterie und verbrennungsmotorisch angetriebenem Generator leichter und billiger erreichen als mit einer großen Batterie. Diese Bauart wird auch als Range Extender (dt. Reichweiten-Verlängerer) bezeichnet. Der Verbrennungsmotor soll auf längeren Strecken über einen Generator den Elektromotor antreiben, um den Akkumulator zu entlasten und so die Reichweite zu vergrößern. Da der Akkumulator Spitzenleistungen abdeckt, reicht ein kleiner Verbrennungsmotor aus, der nicht auf die maximale Beschleunigungsleistung ausgelegt sein muss. Der Akkumulator nimmt zudem Leistungsüberschüsse des Verbrennungsmotors auf, so dass dieser relativ gleichmäßig im Bereich seines größten Wirkungsgrads betrieben werden kann.
Hybridantriebe mit Leistungsverzweigung enthalten einen Verbrennungsmotor, zwei elektrische Maschinen, die als Generator und Motor arbeiten können und ein Planetengetriebe. Je nach Fahrmodus wirkt diese Kombination in anderer Weise: 
- Der Antrieb wirkt als stufenloses elektrisches Getriebe, das den Verbrennungsmotor unabhängig von der Fahrzeuggeschwindigkeit verbrauchsgünstig unter möglichst hoher Last hält.
- Bei geringer Geschwindigkeit und Last treibt nur der Elektromotor das Fahrzeug an.
- Beim rekuperativen Bremsen arbeiten beide elektrischen Maschinen als Generatoren.

Der Hybrid Synergy Drive von Toyota ist ein Beispiel für ein derartiges Konzept.
Ein Teil der Leistung des Verbrennungsmotors wird mechanisch auf die Antriebsräder übertragen, ein weiterer Teil der Leistung wird über die als elektrisches Getriebe arbeitende Motor-Generator-Kombination auf die Räder übertragen oder in der Batterie gespeichert.
Kombinierte Hybridantriebe lassen sich mit einer (automatisch betätigten) Kupplung zwischen parallelem und seriellem Betrieb umschalten.

## Bivalente Antriebe
Bivalente Antriebe sind in der Lage, in einem Motor zwei unterschiedliche Kraftstoffe zu verbrennen, sind aber keine Hybridfahrzeuge im eigentlichen Sinne. Motivation ist beispielsweise die Nutzung alternativer Kraftstoffe wie Erd-, Biogas, Flüssiggas und zukünftig Wasserstoff in Fahrzeugen mit Ottomotor, die weiterhin auch mit Benzin fahren können. Weit verbreitet ist vor allem der Einbau von Autogasanlagen.
Viele Dieselfahrzeuge können alternativ auch mit Pflanzenölkraftstoff angetrieben werden. Manche Dieselmotoren brauchen zum Kaltstart noch Diesel und können erst Pflanzenöl verbrennen, wenn sie ihre Betriebstemperatur erreicht haben.
Bivalente Motoren haben neben den beschriebenen Vorzügen einen gravierenden Nachteil: Viele Eigenschaften des Motors lassen sich nicht auf beide Kraftstoffe optimal auslegen. Ist es bei der Einstellung eines bedarfsgerechten Zündzeitpunktes noch möglich, dies über die digitale Motorelektronik zu realisieren, lassen sich beispielsweise geometrische Grunddaten des Motors wie Hub, Bohrung, Kompressionsvolumen und Verdichtungsverhältnis nicht während des Betriebes ändern, so dass diese Daten immer eine Kompromisslösung darstellen und nie verbrauchsoptimal ausgelegt werden können.

## Muskelkraft und Elektroantrieb

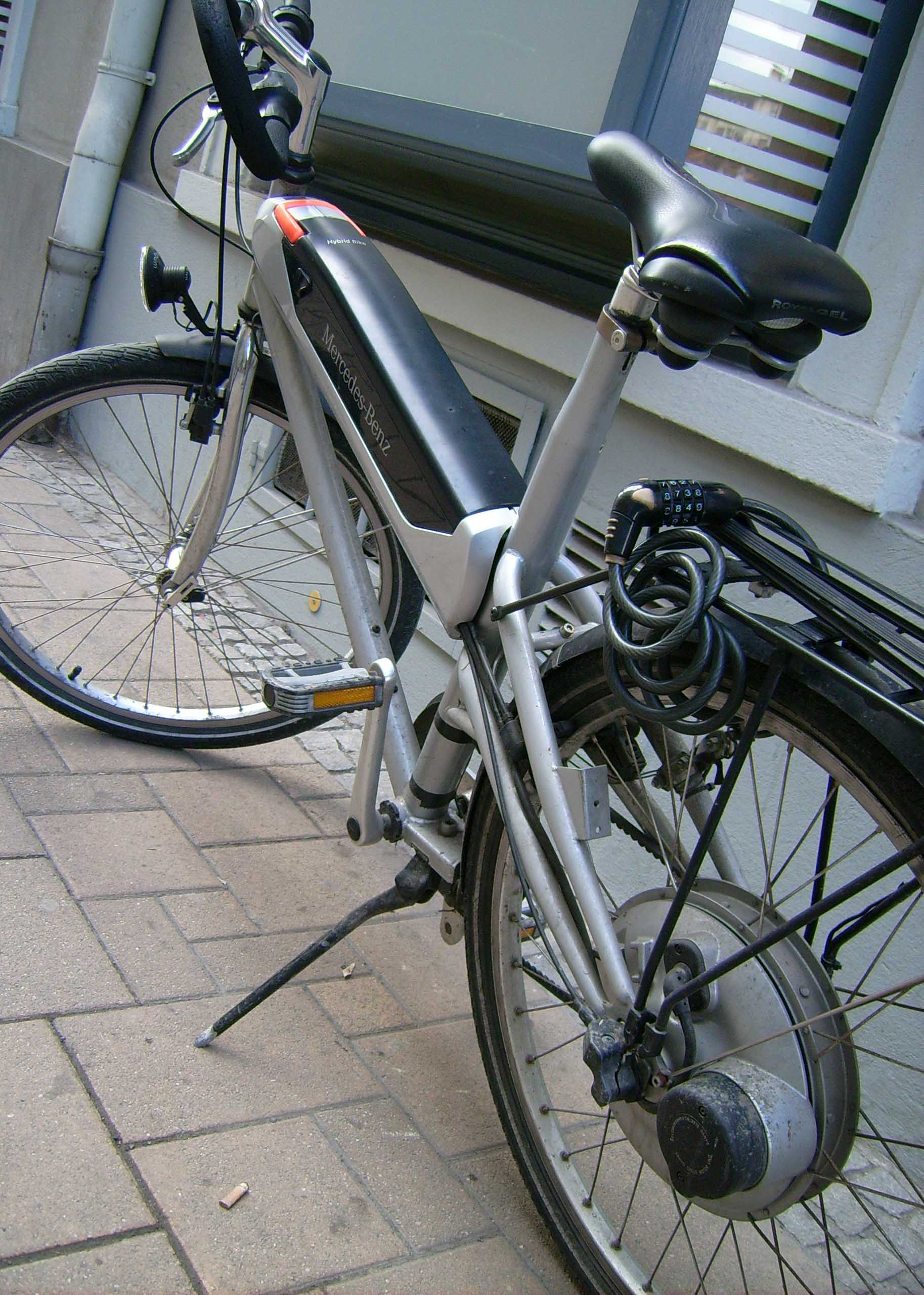
Ein Elektrofahrrad hat einen parallelen Hybridantrieb: Muskelkraft und Elektromotor wirken in der Regel zugleich auf den Antriebsstrang

Ein Elektrofahrrad mit Tretunterstützung ist ein Beispiel für Hybridantrieb. Jedoch handelt es sich nicht um ein Hybridfahrzeug, weil nur der Akku im Fahrzeug eingebaut ist, während die Muskelkraft von außen zugeführt wird.
Elektroräder sind Fahrräder mit zusätzlichem Elektromotor, die variabel von Muskelkraft und Elektromotor angetrieben werden; sie haben parallele Hybridantriebe. Einige Antriebssysteme erlauben Bremsenergierückgewinnung.
Einen parallelen Hybridantrieb, bestehend aus einem Elektromotor und einem Pedalantrieb, gibt es bei dem Leichtfahrzeug Twike.
Von einem seriellen Hybridantrieb spricht man, wenn der Pedalantrieb ausschließlich einen Generator betreibt, der einen Elektromotor antreibt oder den elektrischen Strom in einem Akkumulator zwischenspeichert.

## Hybridbus
Hybridbusse werden von verschiedenen Verkehrsunternehmen in Nordamerika und Europa eingesetzt. Mit dem Hybridlinienbus Solaris Urbino 18 Hybrid hat Solaris Bus & Coach im Jahr 2006 den ersten europäischen Bus mit serienmäßigem Hybridantrieb vorgestellt.

## Duo-Bus
Fahrzeuge, die sowohl wie ein Oberleitungsbus mit elektrischer Energie aus einer Oberleitung oder aber unabhängig davon mit einem Dieselmotor verkehren können, werden Duo-Busse genannt. Sie entsprechen in einer strikten Auslegung nicht der UNO-Definition für Hybridfahrzeuge, da sie die elektrische Energie nicht selbst mitführen. Eingesetzt werden solche Wagen beispielsweise beim Trolleybus Freiburg in der Schweiz und beim Oberleitungsbus Boston in den Vereinigten Staaten.
Außerdem haben viele Oberleitungsbusse einen zusätzlichen Diesel-Hilfsantrieb, um stromlose Stellen zu überwinden und im Depot manövrieren zu können. Als Alternative für denselben Zweck werden auch Akkumulatoren eingebaut, in diesem Fall spricht man von einer Batterienotfahrt. Da der Hilfsantrieb nur eine langsame Fortbewegung erlaubt, werden Oberleitungsbusse mit Hilfsantrieb nicht als Duo-Busse bezeichnet.

## Lastwagen
In Winterthur (Schweiz) verkehrt seit 2013 – vor allem im Stadtzentrum – ein Kehrichtsammelwagen mit leisem Hybridantrieb.

## Schienenfahrzeuge
Dieselelektrische Schienenfahrzeuge und Mehrsystemfahrzeuge, die in unterschiedlichen Netzen betrieben werden können, sind keine Hybridfahrzeuge nach UNO-Definition, da sie nur einen oder keinen Energiespeicher an Bord haben. Dieselelektrische Lokomotiven mit leistungsfähigen elektrischen Pufferspeichern, die in bestimmten Situationen zur deutlichen Verbesserung der Fahrleistungen führen und zurückgewonnene Bremsenergie zum späteren Antrieb speichern, werden aber von Railpower und GE angeboten.

### Hybridantrieb mit Diesel und Akkumulator
Es gibt Schienenfahrzeuge, die zusätzlich zu einem Dieselmotor einen Elektromotor mit Traktionsbatterie, also nicht nur einen Pufferspeicher für Bremsenergie, haben. Der Akku kann entweder im Betrieb durch den Diesel oder an einer Ladestation geladen werden. Beispiele sind die Rangierlok Alstom Prima H3 und die ČD-Baureihe 799.
JR East will Brennstoffzellen mit Lithium-Akkumulatoren kombinieren und testete 2003 erfolgreich einen hybrid dieselelektrisch angetriebenen Triebwagen. Dies sind serielle Hybridantriebe.
Von den zu DB Regio gehörenden Unternehmen Westfrankenbahn und Erzgebirgsbahn wurden seit Ende 2012 mit einem Hybridantrieb ausgestattete Fahrzeuge der Baureihe 642 erprobt.

### Bimodale Schienenfahrzeuge
Lokomotiven und Triebwagen, die sowohl in elektrifizierten Netzen (mit Oberleitung oder Stromschiene) als auch unabhängig davon verkehren können, sind in einer strikten Auslegung der UNO-Definition keine Hybridfahrzeuge, da sie die elektrische Energie nicht selbst mitführen. Die technisch korrekte Bezeichnung für solche Triebfahrzeuge ist Zweikraftlokomotive oder Zweikrafttriebwagen. Das betrifft auch die konstruktiv Straßenbahnwagen entsprechenden Einheiten des Typs Siemens Combino Duo der Straßenbahn Nordhausen und die Alstom RegioCitadis des RegioTram Kassel genannt, daneben existieren weitere Fahrzeuge bei anderen Verkehrsbetrieben vorwiegend als Arbeitsfahrzeuge.
Es gibt ebenfalls Eisenbahn-Triebzüge, die mit Stromabnehmern und Traktionsbatterien ausgestattet sind, um sowohl auf elektrifizierten als auch nichtelektrifizierten (Teil)-Strecken fahren zu können, wie zum Beispiel bei den Siemens Mireo. Allerdings sind alle derartigen Antriebe keine Hybridantriebe, weil es in den Fahrzeugen nur ein Energiespeichersystem gibt. Wegen der im Vergleich zum Straßen- und Seeverkehr einfachen Möglichkeit der Energieversorgung über Fahrleitungen blieben echte Hybridantriebe bei Schienenfahrzeugen reine Nischenprodukte.

### Historische Kombination: Verbrennungsmotor und Dampfmaschine
- Siehe Dieseldampflokomotive (Sowjetunion, 1930er Jahre)

## Wasserfahrzeuge

### Verbrennungsmotor und Elektroantrieb
Auch Wasserfahrzeuge werden oft dieselelektrisch angetrieben, ohne elektrischen Energiespeicher oder als Hybridantrieb mit Akkumulatoren. Die von Scandlines auf der Vogelfluglinie eingesetzten Fährschiffe haben Hybridantrieb. Die niederländischen Halve Maen oder City Supplier werden von Solarzellen und dieselelektrisch angetrieben, die Elektromotoren können auch ausschließlich aus den eingebauten Akkumulatoren gespeist werden.

### Verbrennungsmotor und Gasturbine
Hier werden meist Dieselmotoren für die Marschfahrt verwendet. Zum Erreichen der Höchstgeschwindigkeit werden eine oder mehrere Gasturbinen zugeschaltet. Dabei gibt es mehrere Varianten:
- CODAG-Antrieb
- CODOG-Antrieb
- CODLAG-Antrieb
- Integrierter elektrischer Antrieb

### Verbrennungsmotor und Windkraft
Eine weitere Hybridform sind Schiffe, die sowohl die Antriebskraft von Motoren als auch die Windenergie nutzen.
- Ein Beispiel ist der vollautomatischen Zugdrachenantrieb der Firma SkySails in Ergänzung zum Schiffsdiesel. Das System wurde unter anderem von der Bremer Reederei Beluga Group an Bord der Beluga SkySails erprobt.
- Ein weiteres Beispiel ist der Flettner-Rotor, wie ihn beispielsweise der Windkraftanlagenherstellers Enercon auf seinem Transportschiff E-Ship 1 einsetzt.
- In den 1980er Jahren experimentierte eine japanische Reederei mit 17 Frachtschiffen, die mit Hilfssegeln aus Aluminium ausgestattet waren.[8]

In allen Fällen soll Kraftstoff gespart werden.

### Nuklearantrieb und konventionell erzeugter Dampf
Der so genannte CONAS-Antrieb wurde bisher nur bei den Kreuzern der Kirow-Klasse eingesetzt. Das auf einem Rumpf der Kirow-Klasse basierende Kommando- und Aufklärungsschiff Ural ging nie auf Einsatzfahrt.

### Historische Kombination: Windkraft und Dampfmaschine
Robert Fultons 1807 gebauter Raddampfer North River Steamboat (von späteren Generationen allgemein Clermont genannt) war auch mit Segeln bestückt. Jahrzehntelang waren Dampfschiffe wegen des anfangs zu hohen Brennstoffbedarfs und der mangelnden Zuverlässigkeit der Maschinenanlage Hybridfahrzeuge (Segeldampfer) mit vollwertiger Takelage. Erst 1889 wurde mit dem von Alexander Carlisle (dem späteren Chefdesigner der Olympic-Klasse) konstruierten, 20 Knoten schnellen White-Star-Liner Teutonic das erste Hochseedampfschiff ohne Besegelung in Dienst gestellt.

## U-Boot-Antrieb
U-Boote werden traditionell mit einem Hybridantrieb mit Dieselmotoren und Elektromotoren angetrieben. 
Die Boote der deutschen U-Boot-Klasse 212 und die der spanischen S-80-Klasse haben zusätzlich eine Wasserstoff-Brennstoffzelleanlage. Bei der schwedischen Gotland-Klasse wurde stattdessen ein Stirlingmotor verwendet, um unabhängig von der Außenluft Strom zu erzeugen.

## Flugzeuge mit Mischantrieb
Flugzeuge mit Mischantrieb verwenden vorrangig für militärische Zwecke eine Kombination aus unterschiedlichen thermodynamischen Antrieben, zum Beispiel Kolbenmotor mit Propeller und Strahltriebwerk.
Zum Erzielen größerer Reichweiten für akkumulatorbetriebene Elektroflugzeuge gibt es Hybridelektroflugzeuge, bei denen Verbrennungsmotoren oder Brennstoffzellen ergänzt sind. Siehe hierzu auch HY4 (Versuchsflugzeug mit Akkumulator und Brennstoffzelle).

## Raketen
Bei Raketen versteht man unter einem Hybridantrieb ein Triebwerk, das festen Treibstoff (häufig HTPB) mit einem flüssigen Oxidator wie zum Beispiel Flüssigsauerstoff verbrennt. Diese Technik verbindet die einfachere Handhabbarkeit und längere Lagerbarkeit von Feststoffantrieben mit dem regelbaren Schub von Flüssigkeitsantrieben.

## Baumaschinen
Bei Baumaschinen gibt es beispielsweise elektrische Hybridantriebe mit elektrischer Maschine, die situationsabhängig als Motor oder Generator arbeitet, einem Akkumulator zur Zwischenspeicherung der elektrischen Energie und der Leistungselektronik, sowie den konventionellen Einheiten wie Getriebe, Hydraulikanlage und Dieselmotor. Im Bereich der Arbeitsbühnen ist für diese Art von Antrieb auch die Bezeichnung BI-Antrieb geläufig.

## Maschinenbau
Im Maschinenbau gibt es vielfältige Hybridantriebe, wie den Hochlast-Präzisionsversteller mit Hybrid-Antrieb, der Piezoantrieb und Spindelantrieb verbindet und somit große Verfahrwege mit einer Genauigkeit im Nanometerbereich erlaubt.

## Robotik
Auch in der Robotik werden Hybridantriebe verwendet. Eine Möglichkeit ist den standardmäßig verwendeten Getriebeantrieb um ein Direktantrieb parallel zu erweitern. Dies ermöglicht eine Steigerung der Genauigkeit und stärkere Unterdrückung von Störkräften. Dadurch lässt sich das typische Anwendungsgebiet von "pick-and-place" auf Bearbeitungsaufgaben erweitern.